# 藍田君
藍田君（?—?），即秦子向，戰國時期人物。
前367年（周显王二年、魏惠王三年、秦献公十八年），秦子向被任命为蓝田君。《长安志》引《竹书纪年》記載為梁惠成王命太子向为蓝田君，學者認為蓝田君是秦國人，誤抄為被魏國任命。